# 短吻鱷
短吻鱷属（學名：Alligator），屬於鱷目的短吻鱷科。其学名源自西班牙語（意思：蜥蜴）。此名称是早期在佛羅里達州的西班牙探險家和定居者命名的。本属現在有兩个存活物種，分別是密河鱷（A. mississippiensis；又名美洲短吻鱷）和揚子鱷（A. sinensis；又名中華短吻鱷）。

## 特徵
短吻鱷的特徵是有寬闊的嘴部，眼睛長得比其他種類的鱷魚較側，有強健的尾巴，既可以用來防衛，又可以用來游泳。牠們的顏色多數為深色，並接近黑色，但顏色也非常取決於生活所接觸的水。例如，生長於充滿藻類的水中會使牠們變得較綠色。而水中有許多的單寧酸（來自樹木）則會使牠們變得更深色。此外當牠們把嘴閉上時，只可看見有上顎的牙齒，但其他鱷上下顎兩邊的牙齒都可見，由於很多短吻鱷顎部畸形，造成這方面的鑑定更複雜。而當被燈光照射時，較大的短吻鱷的眼睛會發紅光，而較小的短吻鱷則會發綠光。這個方法可以用來於晚上尋找短吻鱷。
美國短吻鱷一般長約1.8米至3.7米，而根據沼澤地國家公園的網站所說，出現於佛羅里達州的最大短吻鱷有5.3米長，而最大的美國短吻鱷是發現於華盛頓湖邊植物園北邊的濕地島和路易斯安那州，有5.8米長。少許巨型的樣品有被度過重量，最大的可超過1噸重。
中國短吻鱷的外形和美國短吻鱷差不多，但比美洲短吻鱷小，體長一般不超過1.5米，身體呈黑色，有些暗淡的黃色標記。

## 棲息地
現時只有兩個國家有短吻鱷，就是美國和中國。中國短吻鱷更是瀕臨絕種，並只生長在長江沿岸的淡水地區。雖然路易斯安那州南部的洛克菲勒野生動植物公園（Rockefeller Wildlife refuge）現時也有幾隻中國短吻鱷在保護中。
美國短吻鱷則出現於美國的卡羅萊納州至佛羅里達州，和墨西哥灣沿岸地區一帶。大多數的美國短吻鱷棲息於佛羅里達州和路易斯安那州。據統計，僅在佛羅里達州，就有超過一百萬隻的短吻鱷。美國也是世界上唯一個同時擁有短吻鱷科和鱷科的國家。美國短吻鱷一般居住在淡水環境，例如池塘、沼澤、河流和濕地。

## 習性
大型的雄性短吻鱷是非群居的，並有領土的概念，會攻擊侵入領土的其他鱷魚。較小的短吻鱷則會大量聚集一起。而最大的短吻鱷物種〔包括雄性和雌性〕，都會保衛頭等的疆土；而較小的短吻鱷比其他同等大小的短吻鱷有容忍力。
雖然短吻鱷有笨重的身體和緩慢的新陳代謝，但牠們也有短暫的速度爆發，就是一小時超過7-8英里，雖然這更加適當被分類為短距衝刺，而非短跑。短吻鱷主要捕食那些能一口能吃完的小型動物。但牠們也會捕食較大的動物，方法是先抓住獵物，然後將其推進水裡直至該獵物淹死。而那些一口不能吃掉的食物，牠們會任由獵物腐壞，或粗暴地旋轉和震動獵物直到把其撕成能咬的小塊，這就是著名的「死亡翻滾」動作（death roll）。

## 食物
短吻鱷是不挑食的捕食者，基本上能捉的都吃。年幼時吃魚類，昆蟲，蝸牛和介蟲。長大後，牠們逐漸捕食較大的獵物，包括：較大的魚類，例如雀鱔目的魚類，龜，各類的哺乳類動物，鳥類和其他爬行動物。而當牠們不夠食物時，更會吃動物腐肉。成年的短吻鱷能捕食牛和鹿，並出了名捕食較小的短吻鱷。在某些例子，較大的短吻鱷也會捕殺佛羅里達美洲豹和熊，令牠成為在整個食物鏈頂上的獵食者。雖然由於人類侵犯牠們的棲息地，但對於人類的攻擊也不多。因為短吻鱷不像其他鱷魚，不會立刻把人類當成獵物。
不幸地，由短吻鱷導致的人類死亡開始增加。在1970年代至1990年代的美國，只有9宗因短吻鱷攻擊而致命的個案；但在2001年到2006年，卻已有11人。有一段長時間，都認為短吻鱷是害怕人類的，這確實是真的，但這導致部分人愚勇地進入短吻鱷的棲息地，而引起牠們憤怒的攻擊。

## 繁殖

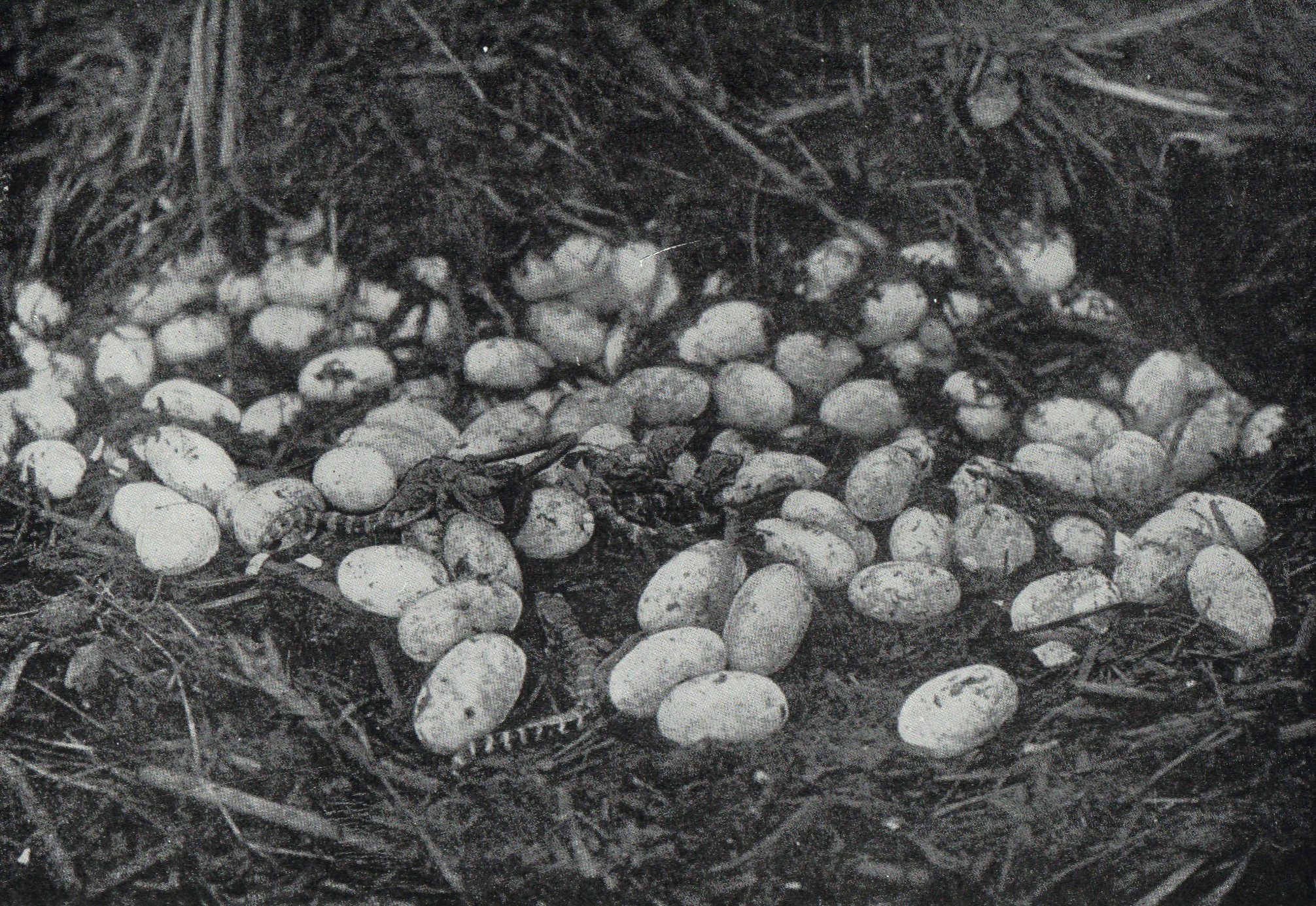
短吻鱷蛋和初生的短吻鱷

短吻鱷的有性繁殖成熟時期是基於牠們的體型多於牠們的年齡，而一般有6呎長或以上就代表成熟。短吻鱷是季節性繁殖的動物。交配季節是水轉暖的春天。雌性短吻鱷會在枯萎的植物上築巢，並在那裡孵蛋（每次大概產下20至70隻蛋），並會保護巢穴以防有獵食者侵入，和幫助剛出生的短吻鱷進入水中。如果牠們仍然在這地方的話，一般會保護幼短吻鱷約一年時間。

## 養殖業
短吻鱷養殖業是佛羅里達州，德克薩斯州和路易西安那州一種很大和不斷增長的行業。這些州份每年生產共計45,000件短吻鱷皮革。短吻鱷皮革可以賣到很高價錢，而有6至7呎長的皮革，每件更值300美元，雖然價格可每年改變。而市場裡的短吻鱷肉的需求更不斷增加，每年出產近30萬磅。

## 外部連結
- Crocodilian Online （页面存档备份，存于） （英文）
- 大沼澤地國家公園的短吻鱷 （页面存档备份，存于） （英文）
- 中国短吻鳄：一级保护动物 又名扬子鳄 （中文）
- 短吻鱷 （页面存档备份，存于） （中文）